# Aconitum orientale
Aconitum orientale är en ranunkelväxtart som beskrevs av Philip Miller. Aconitum orientale ingår i släktet stormhattar, och familjen ranunkelväxter. Inga underarter finns listade i Catalogue of Life.

## Bildgalleri

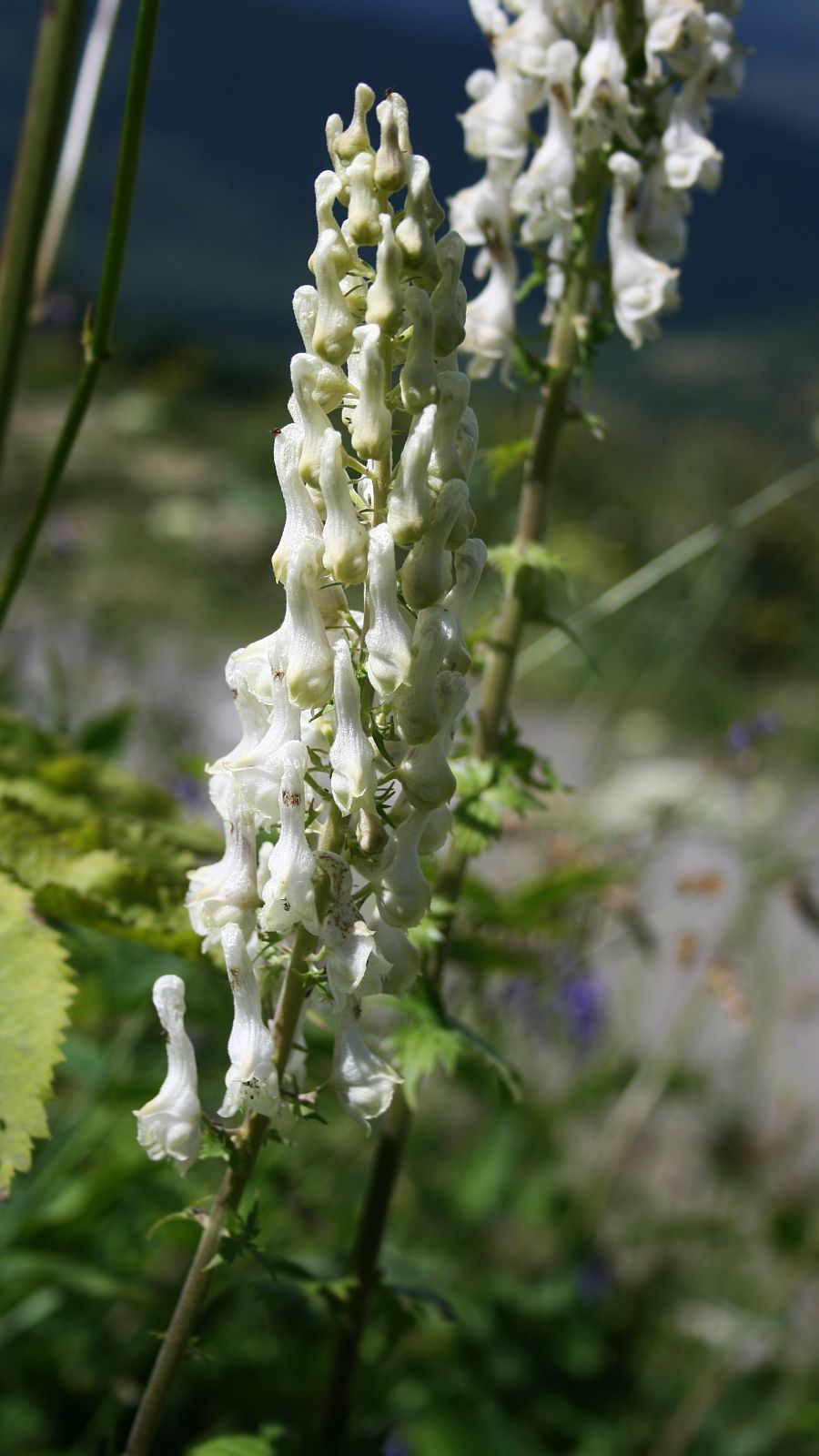
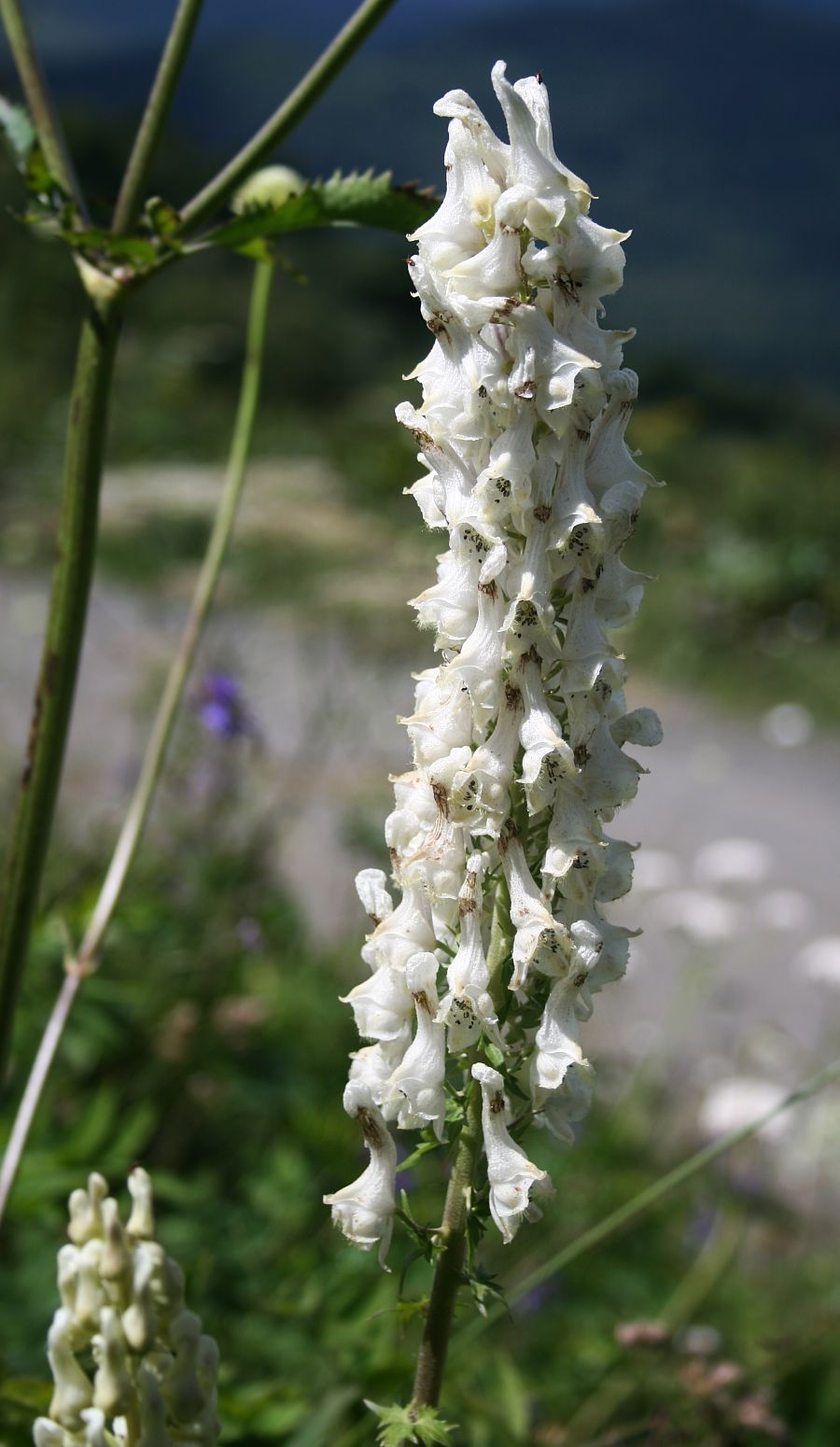
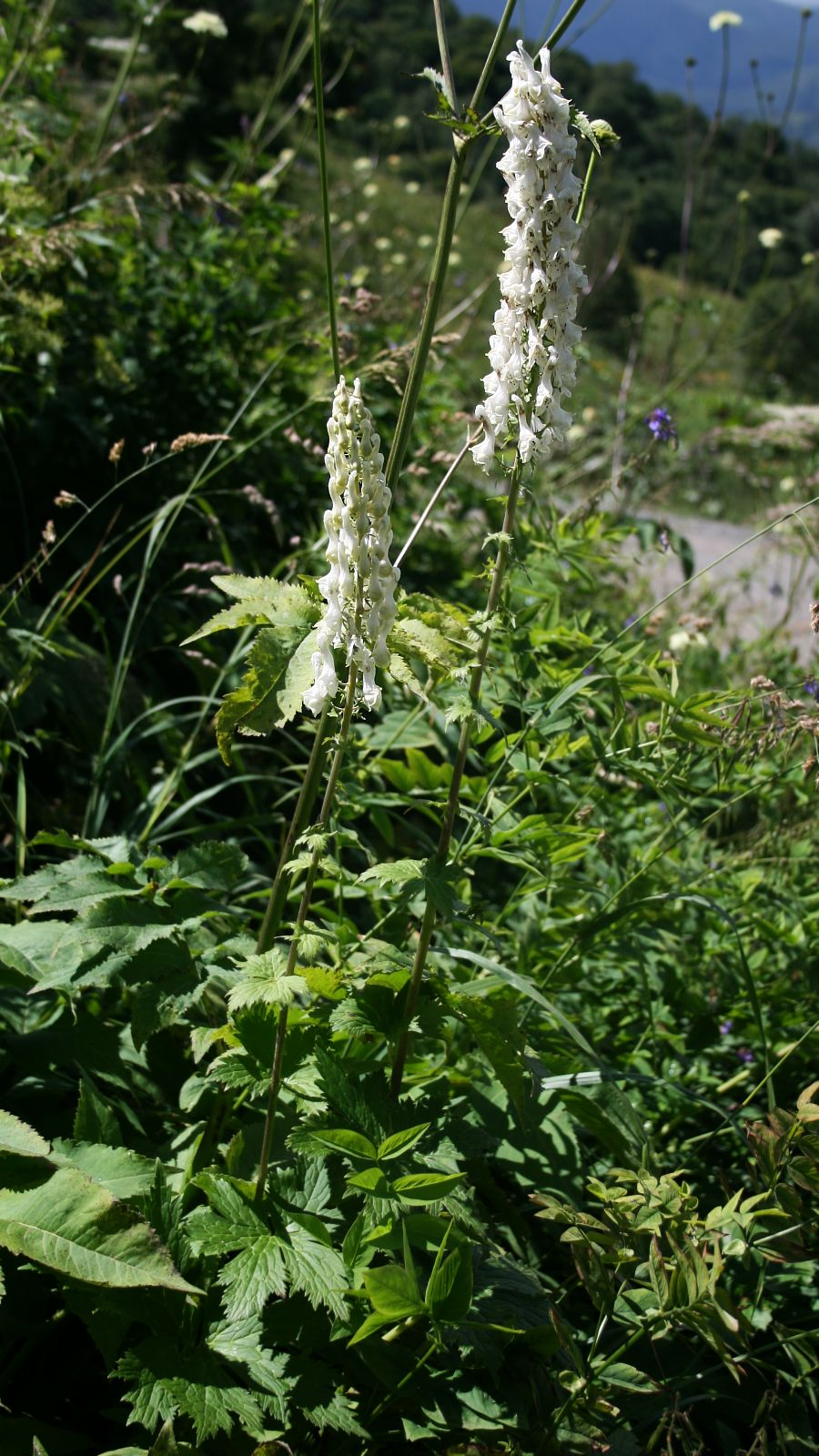
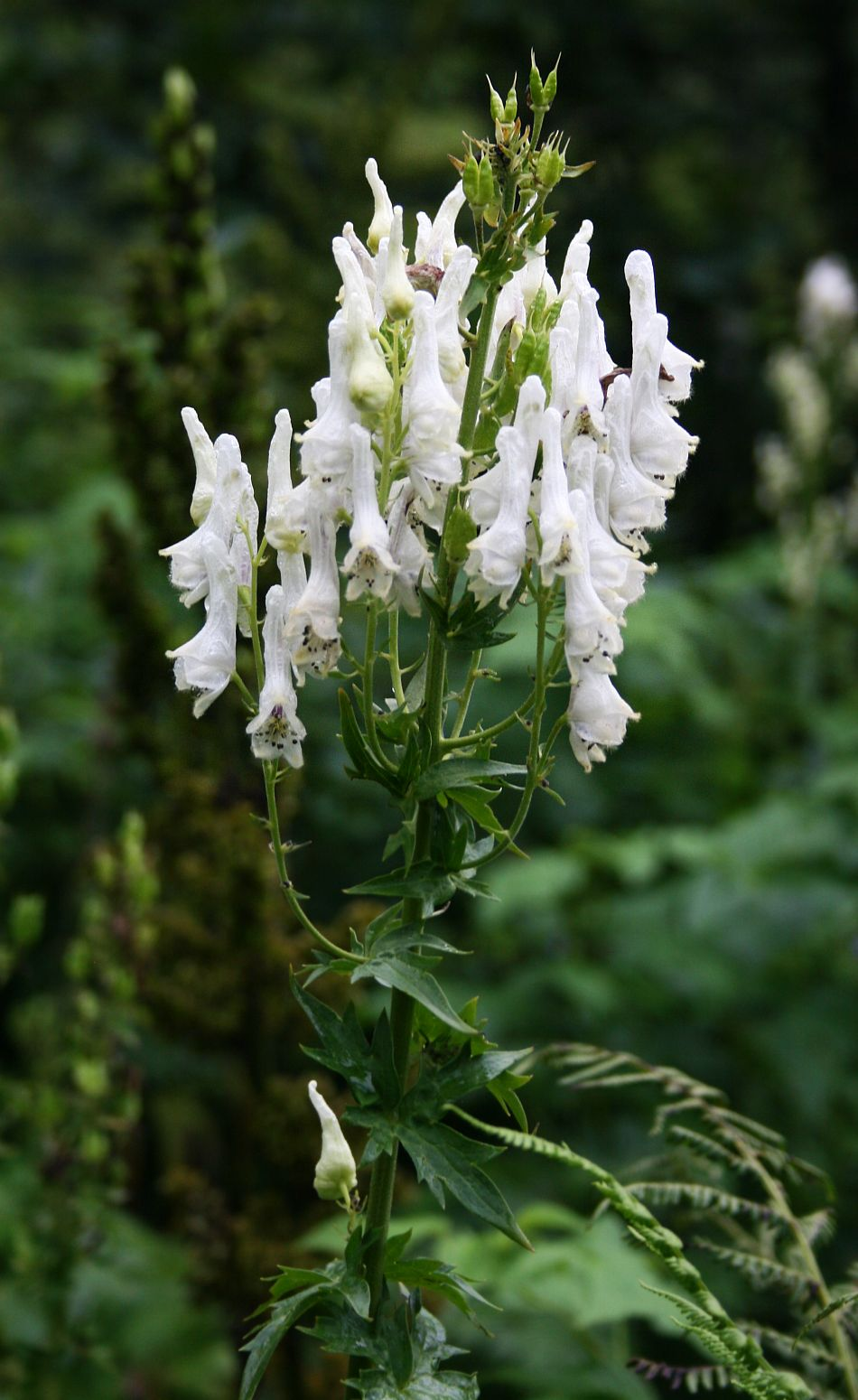